# Girolamo Bacchini
Giovanni Maria Bacchini (también conocido como Fra Teodoro del Carmine y «Bacchino») fue un castrato, compositor, escritor de música y sacerdote católico italiano que vivió a finales del siglo XVI y principios del siglo XVII.

## Biografía
Bacchini fue un monje carmelita muy activo en los círculos eclesiásticos de Mantua desde finales de la década de 1580 hasta principios del siglo XVII. Durante la década de 1580 compuso numerosas misas para la iglesia palatina de Santa Bárbara en el palacio ducal de Mantua, que había sido construida por el entonces reinante duque de Mantua, Guillermo Gonzaga. Después de la muerte del duque en 1587, continuó sirviendo como músico para la corte de Mantua y estuvo activo en los círculos de la iglesia de Mantua hasta los primeros años del siglo XVII.
En 1589 se publicó en Mantua un libro que constaba de varias misas de Bacchini para cinco o seis voces. También fue autor de un tratado sobre música que ahora se ha perdido. Se convirtió en un actor frecuente en los espectáculos de la corte de Vicente Gonzaga, duque de Mantua en la década de 1590. En 1594 viajó con el duque a Ratisbona donde actuó para Felipe Guillermo de Baviera, el obispo de Ratisbona. En 1595 acompañó al duque en su primera campaña contra el Imperio otomano en la Llanura panónica; un viaje que también contó con la compañía del compositor Claudio Monteverdi y el poeta Giambattista Marino.
Se especula que Bacchini interpretó el papel de Eurídice en el estreno mundial de La fábula de Orfeo de Monteverdi en la corte del príncipe Francisco Gonzaga de Mantua en 1607. Esto se basa en una carta de 1608 a Vicente Gonzaga, duque de Mantua, que se refiere al «pequeño sacerdote que hacía el papel de Eurídice en el Orfeo del Príncipe Serenísimo». Sin embargo, el musicólogo Tim Carter señala que en 1607 Bacchini ya había dejado el servicio de la corte de Mantua y, aunque posiblemente hubiera regresado como artista invitado, es plausible que otro individuo desconocido interpretara el papel.